# Выборы губернатора Новгородской области (2017)
Досрочные выборы губернатора Новгородской области состоялись в Новгородской области 10 сентября 2017 года в единый день голосования. Губернатор избирался сроком на 5 лет.
На 1 января 2017 года в Новгородской области было зарегистрировано 509 112 избирателей.
Председатель Избирательной комиссии Новгородской области — Татьяна Лебедева.

## Предшествующие события
Предыдущие выборы губернатора Новгородской области прошли 14 октября 2012 года в единый день голосования. Победу на них одержал Сергей Митин, руководивший регионом с 2007 года, когда он был назначен Новгородской областной думой по предложению президента РФ Владимира Путина. Его срок истекал в октябре 2017 года.
13 февраля 2017 года Митин сообщил о досрочном сложении полномочий и о том, что не будет выдвигать свою кандидатуру на новый срок. В тот же день освобождён от должности указом Президента России. Временно исполняющим обязанности назначен Андрей Никитин.

### Ключевые даты
- 9 июня 2017 года Новгородская областная дума назначила выборы на 10 сентября 2017 года (единый день голосования)[4].
  - 13 июня опубликован расчёт числа подписей, необходимых для регистрации кандидата[5].
  - 14 июня постановление о назначении выборов было опубликовано в СМИ[6].
  - с 15 июня по 4 июля — период выдвижения кандидатов[7].
  - агитационный период начинается со дня выдвижения кандидата и прекращается за одни сутки до дня голосования.
- с 16 по 26 июля — представление документов для регистрации кандидатов, к заявлениям должны прилагаться листы с подписями муниципальных депутатов[7].
- с 12 августа по 8 сентября — период агитации в СМИ[7].
- 9 сентября — день тишины.
- 10 сентября — день голосования.

## Выдвижение и регистрации кандидатов
В Новгородской области кандидаты выдвигаются только политическими партиями, имеющими право участвовать в выборах, или их региональными отделениями.
Каждый кандидат при регистрации должен представить список из трёх человек, один из которых, в случае избрания кандидата, станет представителем правительства региона в Совете Федерации.

### Муниципальный фильтр
В Новгородской области кандидаты должны собрать подписи 10 % муниципальных депутатов и глав муниципальных образований. Среди них должны быть подписи депутатов районных и городских советов и (или) глав районов и городских округов в количестве 10 % от их общего числа. При этом подписи нужно получить не менее чем в трёх четвертях районов и городских округов. По расчёту избиркома, каждый кандидат должен собрать от 131 до 137 подписей депутатов всех уровней и глав муниципальных образований, из которых от 43 до 45 — депутатов райсоветов и советов городских округов и глав районов и городских округов не менее чем 17 районов и городских округов области.

## Кандидаты и фильтры
| Кандидат        | Должность (на момент выдвижения)                                                                                 | Партия              | Статус                                                                     | Кандидаты в Совет Федерации                       |
| --------------- | --- | ------------------- | -------------------------------------------------------------------------- | ------------------------------------------------- |
| Ольга Ефимова   | депутат Новгородской областной думы, помощник депутата Госдумы Ивана Мельникова по работе в Новгородской области | КПРФ                | зарегистрирован                                                            | Валерий Гайдым Сергей Витушкин Валерий Назаров    |
| Николай Захаров | начальник управления, главный государственный инженер-инспектор Гостехнадзора Новгородской области               | Патриоты России     | зарегистрирован                                                            | Наталья Ильина Владимир Шитиков Леонид Дьяконов   |
| Антон Морозов   | депутат Госдумы                                                                                                  | ЛДПР                | зарегистрирован                                                            | Алексей Чурсинов Дмитрий Игнатов Александр Руцкой |
| Андрей Никитин  | врио губернатора Новгородской области                                                                            | Единая Россия       | зарегистрирован                                                            | Юрий Бобрышев Вероника Минина Сергей Митин        |
| Михаил Панов    | заместитель директора ООО «Призма»                                                                               | Справедливая Россия | зарегистрирован                                                            | Алексей Афанасьев Александр Кашицын Михаил Пикин  |
| Дмитрий Рубахин | гендиректор ООО «Жилищно-эксплуатационный участок № 12»                                                          | Родина              | выбыл по личному заявлению                                                 | —                                                 |
| Анна Черепанова | председатель Новгородской региональной общественной организации «Собрание коренных новгородцев»                  | Яблоко              | отказано в регистрации (не преодолела так называемый муниципальный фильтр) | Александр Бызов Илья Довгий Елена Луковицкая      |

## Социологические исследования
| Опрос                                                                       | Явка   | Никитин | Ефимова | Морозов | Панов | Захаров | Испорчу бюллетень | Не пойду на выборы | Затруднились ответить |
| --------------------------------------------------------------------------- | ------ | ------- | ------- | ------- | ----- | ------- | ----------------- | ------------------ | --------------------- |
| Агентство политических и экономических коммуникаций, 24 июля-4 августа 2017 | 54,6 % | 53,7 %  | 7,9 %   | 3,8 %   | 2,0 % | 1,3 %   | 1,6 %             | 7,4 %              | 22,3 %                |
| ФОМ, 10-21 августа 2017                                                     | -      | 62 %    | 6 %     | 4 %     | 2 %   | 1 %     | 2 %               | 1 %                | 23 %                  |
| ФОМ Расчёт, 10-21 августа 2017                                              | -      | 67,8 %  | 14,0 %  | 7,4 %   | 5,3 % | 2,8 %   | 2,7 %             | -                  | -                     |

## Итоги выборов

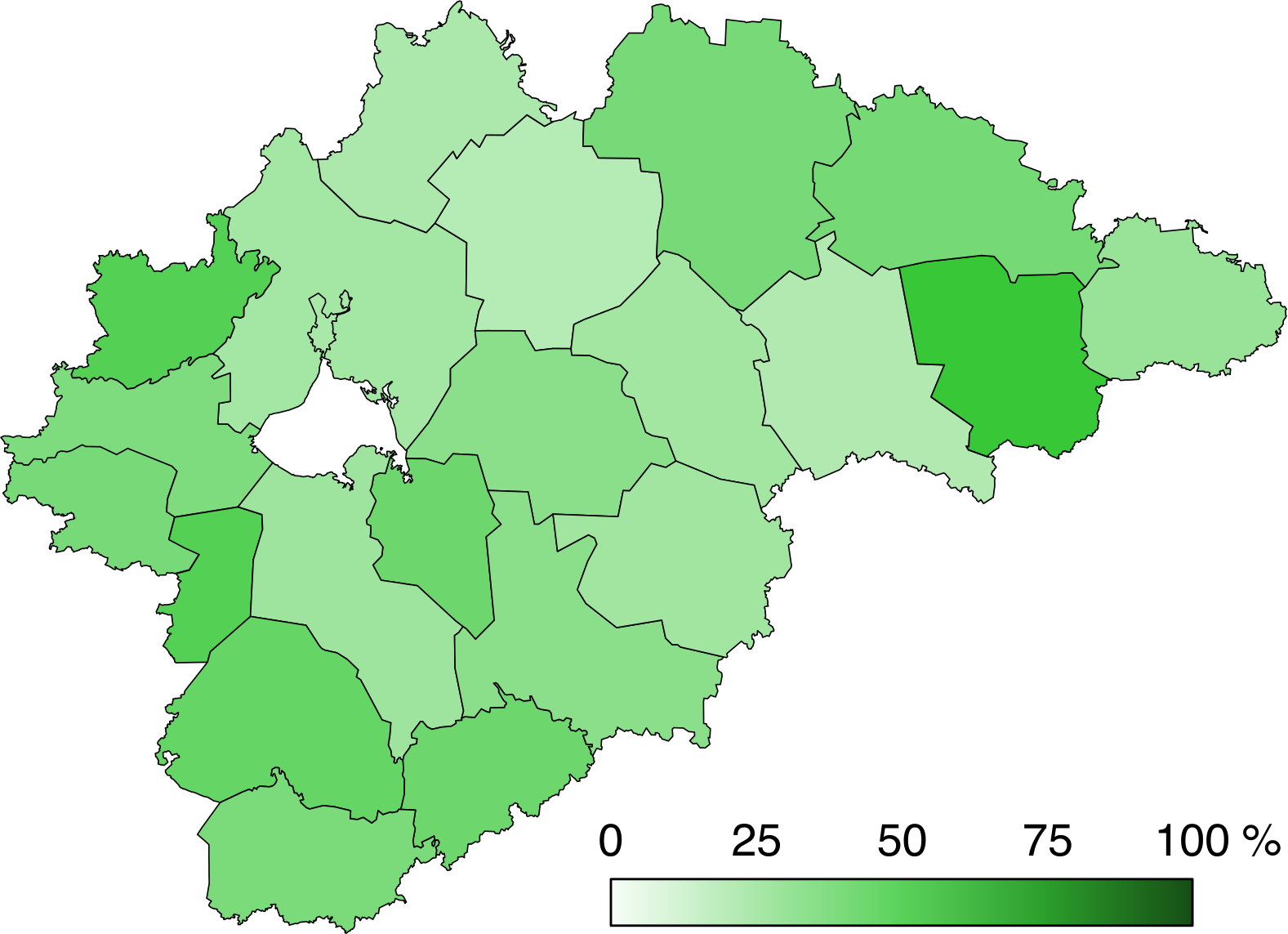
Карта явки на выборы.

| Место                       | Место                       | Кандидат                    | Партия                      | Голосов | %       |
| --------------------------- | --------------------------- | --------------------------- | --------------------------- | ------- | ------- |
|                             | 1.                          | Андрей Никитин              | Единая Россия               | 97 405  | 67,99 % |
|                             | 2.                          | Ольга Ефимова               | КПРФ                        | 23 167  | 16,17 % |
|                             | 3.                          | Антон Морозов               | ЛДПР                        | 10 765  | 7,51 %  |
|                             | 4.                          | Михаил Панов                | Справедливая Россия         | 5859    | 4,09 %  |
|                             | 5.                          | Николай Захаров             | Патриоты России             | 2450    | 1,71 %  |
| Недействительных бюллетеней | Недействительных бюллетеней | Недействительных бюллетеней | Недействительных бюллетеней | 3618    | 2,53 %  |
| Всего                       | Всего                       | Всего                       | Всего                       | 143 264 | 100 %   |
|                             |                             |                             |                             |         |         |
| Действительных бюллетеней   | Действительных бюллетеней   | Действительных бюллетеней   | Действительных бюллетеней   | 139 646 | 97,47 % |
| Явка                        | Явка                        | Явка                        | Явка                        | 143 264 | 28,35 % |
| Общее число избирателей     | Общее число избирателей     | Общее число избирателей     | Общее число избирателей     | 505 412 |         |